# Hakuhō Shō
Hakuhō Shō (jap. 白鵬 翔), właściwie Mönchbatyn Dawaadzargal (mong. Мөнхбатын Даваажаргал ur. 11 marca 1985 w Ułan Bator) – zawodowy zapaśnik (rikishi) sumo mongolskiego pochodzenia, w randze yokozuna.
Hakuhō mierzy 192 cm, zaś jego waga wynosi 155 kg (w 2015 r.).

## Kariera

### Początki kariery
Hakuhō pochodzi z rodziny o zapaśniczych tradycjach od pokoleń. Jego ojciec, Mönchbatyn Dżigdżid, zdobył srebrny medal w zapasach w stylu dowolnym na Letnich Igrzyskach Olimpijskich 1968 w Meksyku.
Piętnastoletni Dawaadzargal w 2000 roku wyjechał z rodzinnej Mongolii do Japonii, aby trenować sumo. Ważył on jednak zbyt mało (62 kg) i początkowo żadna „stajnia” (heya) nie chciała go przyjąć. Dopiero ostatniego dnia swojego dwumiesięcznego pobytu w Japonii, za wstawiennictwem innego zapaśnika mongolskiego pochodzenia, Kyokushūzana Noboru, Dawaadzargal został przyjęty do stajni Miyagino-beya, w której trenuje do dziś. Przyjął ringowe imię (shikona) Hakuhō Shō.
Jego kariera potoczyła się szybko. Już w styczniu 2005 roku doszedł do rangi komusubi, a po kilku miesiącach zdobył rangę sekiwake, zaś już w marcu następnego roku zdobył prestiżową rangę ōzeki. Miał wtedy zaledwie 21 lat, a więc jest czwartym najmłodszym zawodnikiem w historii zapasów sumo, który zdobył ten status.

### Jako ōzeki oraz nominacja na yokozunę
W maju 2006 roku Hakuhō wygrał swój pierwszy turniej jako ōzeki, z wynikiem 14:1 (tj. 14 walk wygranych i jedna przegrana). W następnym turnieju, w lipcu tego samego roku, znowu pokazał się z bardzo mocnej strony, kończąc turniej z wynikiem 13:2, co dało mu dużą nadzieję na rychłe zdobycie najwyższego w hierarchii, zaszczytnego tytułu yokozuna (czyli tzw. wielkiego mistrza). Jednak wrześniowy turniej zakończył z dość słabym wynikiem 8:7, który tę nadzieję ostudził. Później doznał kontuzji, która wykluczyła go z udziału w następnym turnieju w listopadzie.
Rok 2007 okazał się dla niego pomyślny. Wygrał marcowy turniej w Osace, który był jego drugim zwycięstwem. Perfekcyjnie, bo aż 15:0 (żadnej walki przegranej) wygrał również kolejny, majowy turniej. 30 maja 2007 roku Japoński Związek Sumo oficjalnie potwierdził nominację młodego, 22-letniego Hakuhō na yokozunę. Jest on 69. z kolei yokozuną w historii sumo, zaś drugim – po Asashōryū – również pochodzącym z Mongolii. Po wygraniu styczniowego turnieju w 2015 roku, Hakuhō zdobył swoje 33. mistrzostwo dywizji makuuchi, co jest absolutnym rekordem w historii sumo. Jako pierwszy pobił rekord Taiho Kōkiego, którego uznawał za swojego mistrza.

### Tabela
Poniżej znajduje się tabela z wynikami dla wszystkich turniejów w których Hakuhō brał udział w dywizji Makuuchi.
| Rok | Styczeń Nazwa: Hatsu basho Miejsce: Tokio     | Marzec Nazwa: Haru basho Miejsce: Osaka          | Maj Nazwa: Natsu basho Miejsce: Tokio        | Lipiec Nazwa: Nagoya basho Miejsce: Nagoya | Wrzesień Nazwa: Aki basho Miejsce: Tokio     | Listopad Nazwa: Kyūshū basho Miejsce: Fukuoka       |
| --- | --------------------------------------------- | ------------------------------------------------ | -------------------------------------------- | ------------------------------------------ | -------------------------------------------- | --------------------------------------------------- |
| 2004 | Ranga: Jūryō #12                              | Ranga: Jūryō #8 tytuł dywizji Jūryō              | Ranga: Maegashira #16 12:3 WD                | Ranga: Maegashira #8 11:4                  | Ranga: Maegashira #3 8:7                     | Ranga: Maegashira #1 12:3 WW★ 2. miejsce w turnieju |
| 2005 | Ranga: Komusubi 11:4 T 2. miejsce w turnieju  | Ranga: Sekiwake 8:7                              | Ranga: Sekiwake 9:6                          | Ranga: Sekiwake 6:3:6                      | Ranga: Maegashira #1 9:6                     | Ranga: Komusubi 9:6                                 |
| 2006 | Ranga: Sekiwake 13:2 WW 2. miejsce w turnieju | Ranga: Sekiwake 13:2:D WWT 2. miejsce w turnieju | Ranga: Ōzeki 14:1:D turniej wygrany (1)      | Ranga: Ōzeki 13:2 2. miejsce w turnieju    | Ranga: Ōzeki 8:7                             | Nie wziął udziału z powodu kontuzji                 |
| 2007 | Ranga: Ōzeki 10:5                             | Ranga: Ōzeki 13:2:D turniej wygrany (2)          | Ranga: Ōzeki 15:0 turniej wygrany (3)        | Ranga: Yokozuna 11:4                       | Ranga: Yokozuna 13:2 turniej wygrany (4)     | Ranga: Yokozuna 12:3 turniej wygrany (5)            |
| 2008 | Ranga: Yokozuna 14:1 turniej wygrany (6)      | Ranga: Yokozuna 12:3 2. miejsce w turnieju       | Ranga: Yokozuna 11:4 2. miejsce w turnieju   | Ranga: Yokozuna 15:0 turniej wygrany (7)   | Ranga: Yokozuna 14:1 turniej wygrany (8)     | Ranga: Yokozuna 13:2:D turniej wygrany (9)          |
| 2009 | Ranga: Yokozuna 14:1:D 2. miejsce w turnieju  | Ranga: Yokozuna 15:0 turniej wygrany (10)        | Ranga: Yokozuna 14:1:D 2. miejsce w turnieju | Ranga: Yokozuna 14:1 turniej wygrany (11)  | Ranga: Yokozuna 14:1:D 2. miejsce w turnieju | Ranga: Yokozuna 15:0 turniej wygrany (12)           |
| 2010 | Ranga: Yokozuna 12:3 2. miejsce w turnieju    | Ranga: Yokozuna 15:0 turniej wygrany (13)        | Ranga: Yokozuna 15:0 turniej wygrany (14)    | Ranga: Yokozuna 15:0 turniej wygrany (15)  | Ranga: Yokozuna 15:0 turniej wygrany (16)    | Ranga: Yokozuna 14:1:D turniej wygrany (17)         |
| 2011 | Ranga: Yokozuna 14:1 turniej wygrany (18)     | Turniej odwołany (powódź)                        | Ranga: Yokozuna 13:2 turniej wygrany (19)    | Ranga: Yokozuna 12:3 2. miejsce w turnieju | Ranga: Yokozuna 13:2 turniej wygrany (20)    | Ranga: Yokozuna 14:1 turniej wygrany (21)           |
| 2012 | Ranga: Yokozuna 12:3 2. miejsce w turnieju    | Ranga: Yokozuna 13:2:D turniej wygrany (22)      | Ranga: Yokozuna 10:5                         | Ranga: Yokozuna 14:1 2. miejsce w turnieju | Ranga: Yokozuna 13:2 2. miejsce w turnieju   | Ranga: Yokozuna 14:1 turniej wygrany (23)           |
| 2013 | Ranga: Yokozuna 12:3 2. miejsce w turnieju    | Ranga: Yokozuna 15:0 turniej wygrany (24)        | Ranga: Yokozuna 15:0 turniej wygrany (25)    | Ranga: Yokozuna 13:2 turniej wygrany (26)  | Ranga: Yokozuna 14:1 turniej wygrany (27)    | Ranga: Yokozuna 13:2 2. miejsce w turnieju          |
| 2014 | Ranga: Yokozuna 14:1:D turniej wygrany (28)   | Ranga: Yokozuna 12:3 2. miejsce w turnieju       | Ranga: Yokozuna 14:1 turniej wygrany (29)    | Ranga: Yokozuna 13:2 turniej wygrany (30)  | Ranga: Yokozuna 14:1 turniej wygrany (31)    | Ranga: Yokozuna 14:1 turniej wygrany (32)           |
| 2015 | Ranga: Yokozuna 15:0 turniej wygrany (33)     | Ranga: Yokozuna 14:1 turniej wygrany (34)        | Ranga: Yokozuna 11:4 2. miejsce w turnieju   | Ranga: Yokozuna 14:1 turniej wygrany (35)  | Ranga: Yokozuna 0:3:12                       | Ranga: Yokozuna 12:3 2. miejsce w turnieju          |
| 2016 | Ranga: Yokozuna 12:3 2. miejsce w turnieju    | Ranga: Yokozuna 14:1 turniej wygrany (36)        | Ranga: Yokozuna 15:0 turniej wygrany (37)    | Ranga: Yokozuna 10:5                       | Nie wziął udziału z powodu kontuzji          | Ranga: Yokozuna 11:4                                |
| 2017 | Ranga: Yokozuna 11:4                          | Ranga: Yokozuna 2:3:10                           | Ranga: Yokozuna 15:0 turniej wygrany (38)    | Ranga: Yokozuna 14:1 turniej wygrany (39)  | Nie wziął udziału z powodu kontuzji          | Ranga: Yokozuna 14:1 turniej wygrany (40)           |
| 2018 | Ranga: Yokozuna 2:3:10                        | Nie wziął udziału z powodu kontuzji              | Ranga: Yokozuna 11:4                         | Ranga: Yokozuna 3:1:11                     | Ranga: Yokozuna 15:0 turniej wygrany (41)    | Nie wziął udziału z powodu kontuzji                 |
| 2019 | Ranga: Yokozuna 10:4:1                        | Ranga: Yokozuna 15:0 turniej wygrany (42)        | Nie wziął udziału z powodu kontuzji          | Ranga: Yokozuna 12:3 2. miejsce w turnieju | Ranga: Yokozuna 0:2:13                       | Ranga: Yokozuna 14:1 turniej wygrany (43)           |
| 2020 | Ranga: Yokozuna 1:3:11                        | Ranga: Yokozuna 13:2 turniej wygrany (44)        | Turniej odwołany (pandemia COVID-19)         |                                            |                                              |                                                     |
| D = dogrywka. Liczba turniejów wygranych w dywizji Makuuchi: 44. Liczba turniejów wygranych w lidze Jūryō: 1. Turnieje opuszczone przez kontuzję: 6. Bilans walk we wszystkich dywizjach: 1160 wygranych, 243 przegranych, 164 walkowery. Bilans walk w dywizji Makuuchi: 1066 wygranych, 195 przegranych, 164 walkowery. Ilość zdobytych nagród sanshō: „Za Ducha Walki – 1, „Za Wybitny Występ” – 3, „Za Technikę” – 2. Ponadto Kinboshi – 1. Łącznie wszystkie nagrody – 7. • Wyjaśnienie: sanshō, dosł. „trzy nagrody”, przyznawane po turnieju: WD – „Za Ducha walki”; WW – „Za Wybitny Występ”; T – „Za Technikę”; ★ – Kinboshi (dosł. „złota gwiazda”), za zwycięstwo szeregowego zapaśnika nad wielkim mistrzem. |                                               |                                                  |                                              |                                            |                                              |                                                     |

## Życie prywatne
W lutym 2007 roku Hakuhō poślubił 22-letnią japońską studentkę z Tokio, z którą był w związku od trzech lat. W maju tego samego roku został ojcem córeczki, w 2008 – synka, a w 2011 – drugiej córeczki.